# Polenica (polana)
Polenica, Palenica – polana w Pieninach Czorsztyńskich. Znajduje się w granicach Krościenka nad Dunajcem w województwie małopolskim, w powiecie nowotarskim, na północnym grzbiecie Czoła.
Państwowy rejestr nazw geograficznych podaje nazwę Polenica, ale jest to zniekształcenie nazwy Palenica, świadczy o tym nazwa na dawnej mapie. Palenica to często występująca w Karpatach nazwa odnosząca się do miejsca, w którym został wypalony las. Najczęściej jest to polana, ale na współczesnych mapach może to być także las, wzgórze, zbocze lub szczyt.
Polenica znajduje się na wysokości około 530–560 m n.p.m. na zachodnim stoku lekko opadającym do Zagrońskiego Potoku. Od dawna jest nie wykorzystywana rolniczo. Znajduje się w obrębie Pienińskiego Parku Narodowego, ale jest własnością prywatną. Pienińskie łąki są cenne przyrodniczo; są siedliskiem wielu gatunków roślin, grzybów i zwierząt, w tym wielu rzadkich i ginących. Ich właścicielom nie opłaca się ich już kosić, wskutek czego zarastają chaszczami i lasem. Doprowadza to ginięcia roślin i zwierząt, dla których łąki są właściwym siedliskiem i do zmniejszenia bioróżnorodności. Dyrekcja parku stara się wykupywać te tereny.

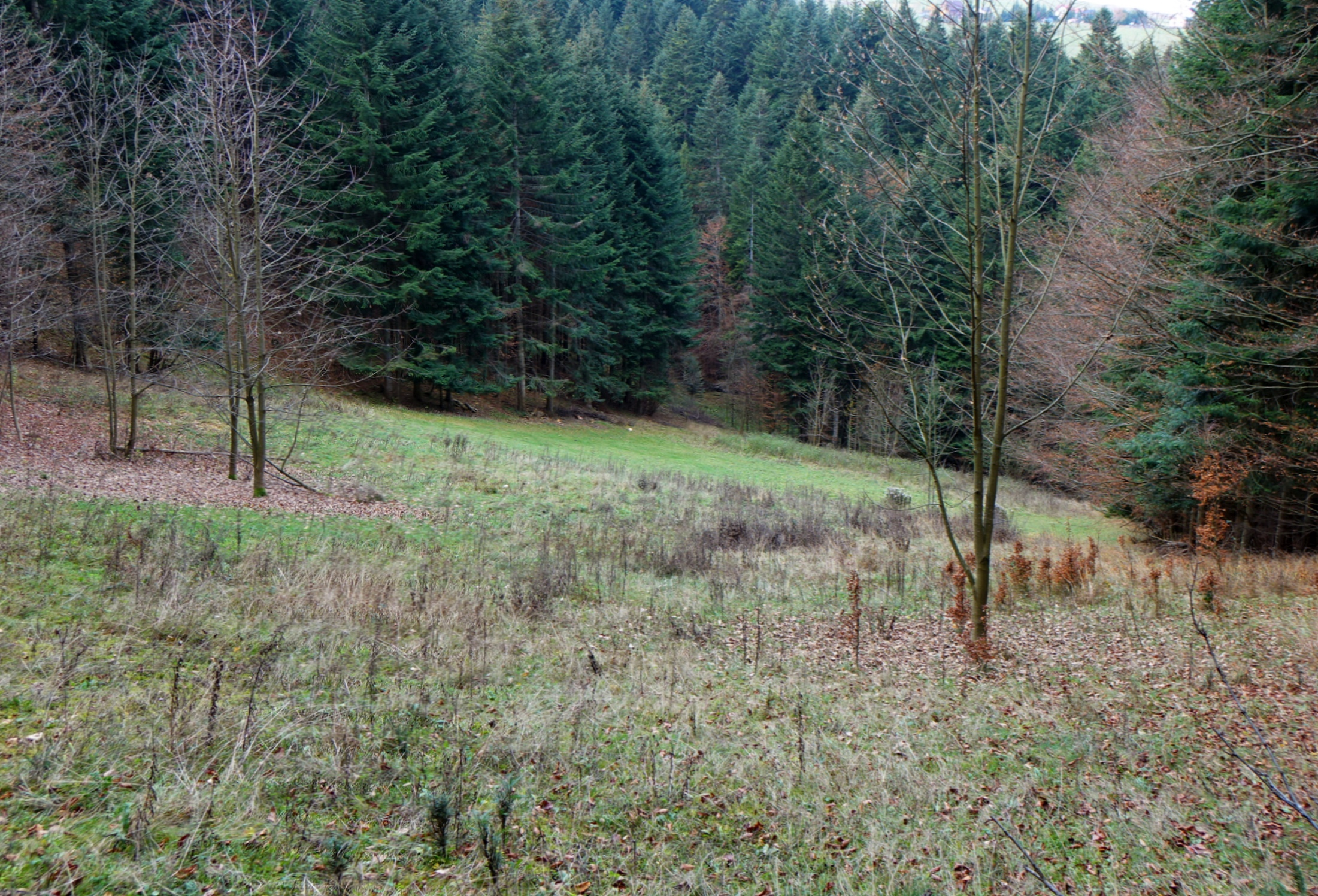